# Cosmarium transitorium
Cosmarium transitorium là một loài Song tinh tảo trong họ Desmidiaceae, thuộc chi Cosmarium.